# Opius nomininguensis
Opius nomininguensis är en stekelart som beskrevs av Fischer 1965. Opius nomininguensis ingår i släktet Opius och familjen bracksteklar. Inga underarter finns listade i Catalogue of Life.